# (11392) Paulpeeters
(11392) Paulpeeters est un astéroïde de la ceinture principale.

## Description
(11392) Paulpeeters est un astéroïde de la ceinture principale. Il fut découvert le 19 novembre 1998 à Caussols par le projet ODAS. Il présente une orbite caractérisée par un demi-grand axe de 2,72 UA, une excentricité de 0,02 et une inclinaison de 6,3° par rapport à l'écliptique.

## Compléments